# 2-羟基异丁酸
2-羟基异丁酸是一种有机化合物，化学式为(CH
3)
2C(OH)CO
2H。它可由丙酮氰醇水解或2-甲基丙烯和硝酸的氧化反应得到。它和三光气在三乙胺存在下于四氢呋喃中反应，可以得到5,5-二甲基-1,3-二噁烷-2,4-二酮。